# Aérospatiale Alouette II
Az Aérospatiale Alouette II (magyarul pacsirta) egy könnyű helikopter, melyet a francia Sud Aviation és később az ugyancsak francia Aérospatiale gyártott. Az Alouette II volt az első sorozatgyártott helikopter, amely gázturbinát használt a hagyományos nehezebb dugattyús motor helyett.
Az Alouette II helikoptert főleg katonai feladatokra használták, mint a megfigyelés, légifényképezés, légi-tengeri mentés, összekötés és kiképzés, de ezen kívül lehetőség volt a gépet felszerelni páncéltörő rakétákkal és önvezérelt torpedókkal. Polgári helikopterként mentési célokra (két külső hordággyal felszerelve), permetezésre és légidaruként (500 kg-os külső teheremelési kapacitással) alkalmazták.

## Tervezés és fejlesztés
Az Alouette elnevezésű általános célú helikopter a háromüléses SE 3120 jelű gép leszármazottja, amely 1952. július 31-én szállt fel először. A Société Nationale de Constructions Aéronautiques du Sud-Est (SNCASE) által gyártott gép hajtóműve a 149 kW (200 LE) teljesítményű Salmson 9NH dugattyús csillagmotor volt, a gépet mezőgazdasági felhasználásra szánták. Teljes áttervezése után 269 kW (360 LE) teljesítményű Turboméca Artouste I gázturbinával készült el az SE 3130 Alouette II, amely először 1955. március 12-én emelkedett a levegőbe. Az 1956. május 2-án kiadott franciaországi légialkalmassági bizonyítvány szabaddá tette az utat a sorozatgyártású gépek szállítása előtt, a típusjelzést ekkor SE 313B-re változtatták, közvetlenül azután, hogy az SNCASE beolvadt a Sud-Aviationba (amely 1970-ben lett az Aérospatiale része). A sorozagyártású gépekbe Artouste IIC6 gázturbinát építettek.
Az alapgép továbbfejlesztett változata az SE 3140, amelybe 298 kW (400 LE) teljesítményű Turboméca Turmo II gázturbinát építettek, de ez már nem került sorozatgyártásra. Ezután az Astazou IIA hajtóművel szerelt SA 3180 készült el, és Alouette II Astazou típusjelzéssel 1964 februárjában kapta meg az alkalmassági bizonyítványt. A sorozatban gyártott, SA 318C típusjelzést viselő modell 1965-ben került a vásárlókhoz.

## Nagy sorozatú gyártás
A korai sorozatban gyártott kisméretű, többcélú helikoptertípusok között az Alouette II hallatlanul sokoldalúnak bizonyult mind civil, mind katonai területen, és az európai forgószárnyas gépek között példa nélkül állóan nagy sorozatban gyártották. Üvegfalú fülkéjében legfeljebb öt ülés fér el, elöl a pilóta és egy utas, hátul egy sorban három utas számára van hely. A nyitott csővázban közvetlenül az utasfülke mögött helyezték el az üzemanyagtartályt, a hajtóművet és a hátsó nyúlványon a farokrotort. A csúszótalpas futóműnek „vendég” kerekei voltak a földi manőverezéshez, de rendelhető volt magasított csúszótalp, kerekes futómű és úszótest, valamint egy 120 kg teherbírású mentőcsörlő is. A felhasználási területek listáján szerepelt a légi daruzás, futárszolgálat, megfigyelés, kiképzés, mezőgazdasági felhasználás, légifényképezés és légimentés (két darab hordággyal). Katonai célokra rakéták, géppuskák vagy levegő-föld rakéták hordozójaként jöhetett szóba.
A sorozatgyártást 1975-ben hagyták abba; összesen 1305 gépet építettek.

## Üzemeltetés

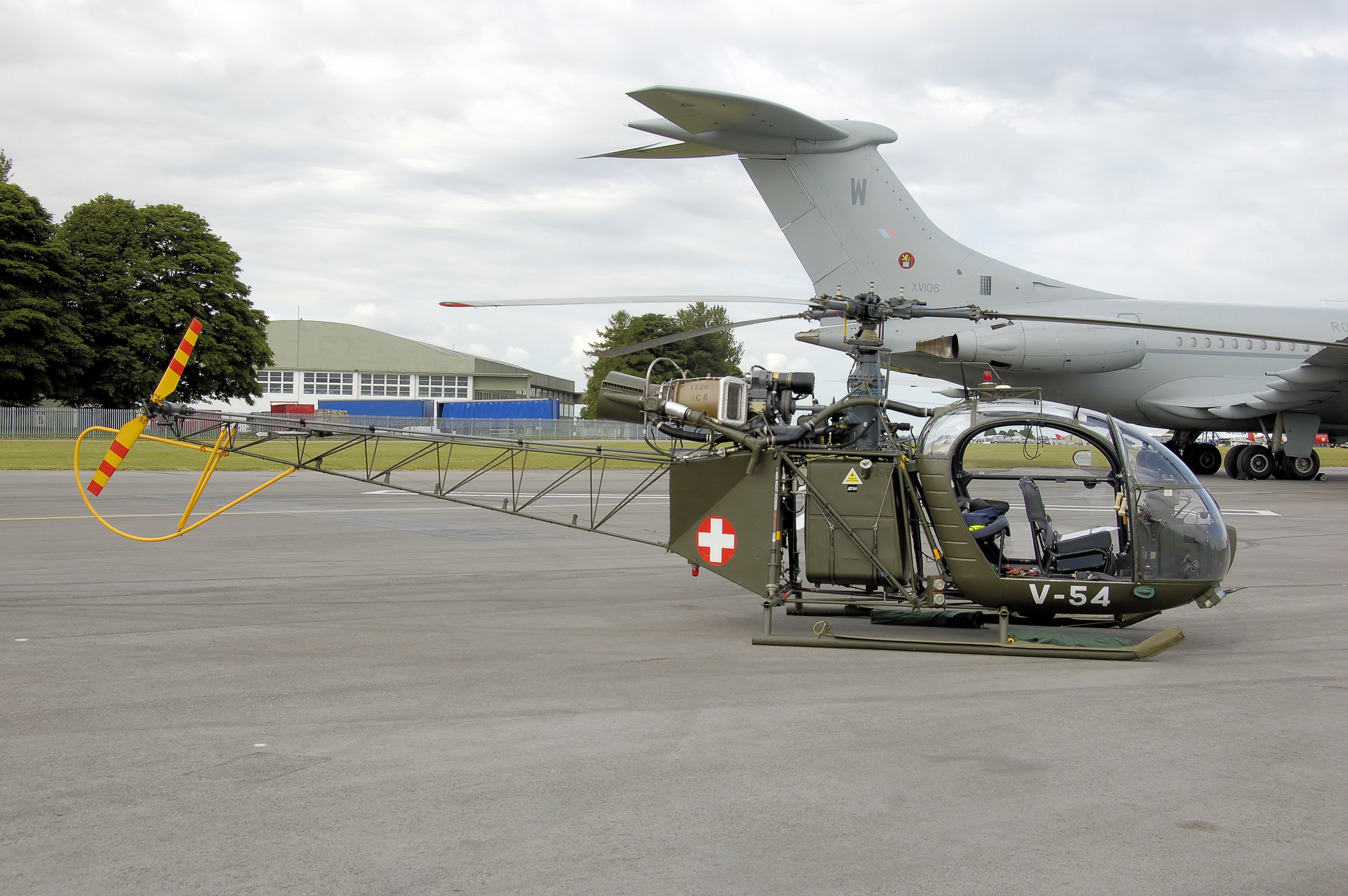
A svájci légierő Alouette SE.3130 II helikoptere

Az Alouette II 1956. július 3-án mutatkozott be a híradóban, amikor is ez lett az első helikopter, amellyel hegyimentést hajtottak végre; egy szívmegállást szenvedett hegymászót mentettek meg vele, aki 4000 méter fölött rekedt. Ezt követően 1957. január 3-án ismét feltűnt, az Alouette II helikoptert egy lezuhant Sikorsky S–58 géphez rendelték, amelynek személyzetét kellett kimentenie; az S–58 személyzete eltűnt hegymászók, Jean Vincendon és François Henry után kutatott a Mont Blanc-on.

## Változatok

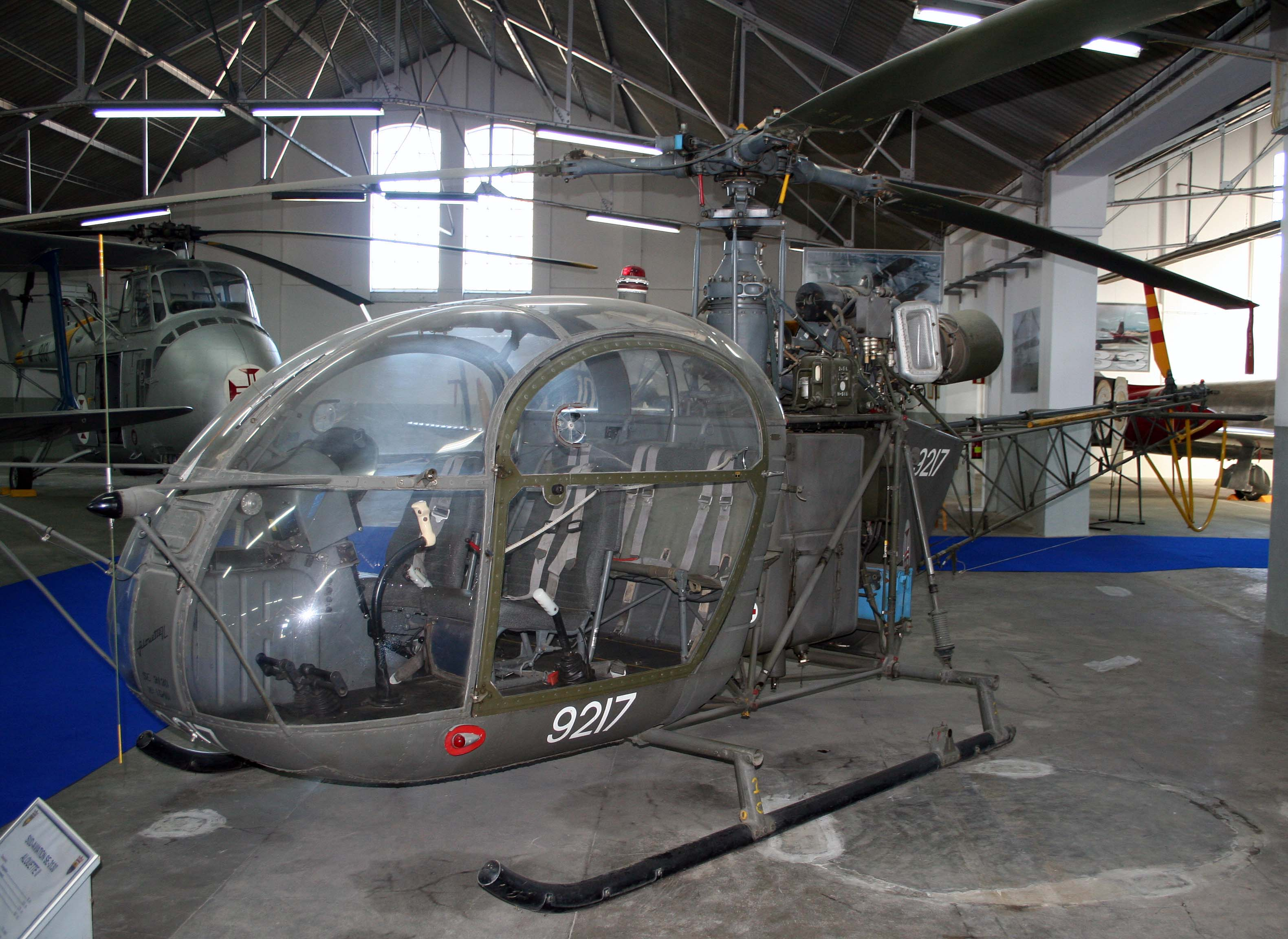
A portugál légierő Alouette II helikoptere

- SE 3130 Alouette II – 1967 után a SA 313B Alouette II jelölést kapta.
- SE 3131 Gouverneur – Finomított változat zárt farokrésszel, de az Alouette III program miatt félredobták.
- SE 3140 Alouette II – Tervezett változat, egy 298 kW (400 LE) teljesítményű Turboméca Turmo II gázturbina hajtotta volna, de egy sem épült.
- HKP 2 Alouette II – Az SE.3130 licenc alapján Svédországban épített változata.
- SA 318C Alouette II Astazou – Egy 410 kW (550 LE) teljesítményű Turboméca Astazou IIA gázturbinával szerelt típus, amely az Alouette III megerősített erőátviteli rendszerével volt felszerelve.
- SA 318C Alouette II (korábban SE 3180 Alouette II)
- SA 315B Lama –  Az indiai hadsereg kívánalmainak megfelelően tervezték, alapfeltétel volt a forró és magas körülmények közötti üzemeltetés elviselése; az Alouette III helikopter Artouste hajtóművét és rotor rendszerét kombinálták egy megerősített Alouette II sárkányszerkezettel.

## Üzemeltetők

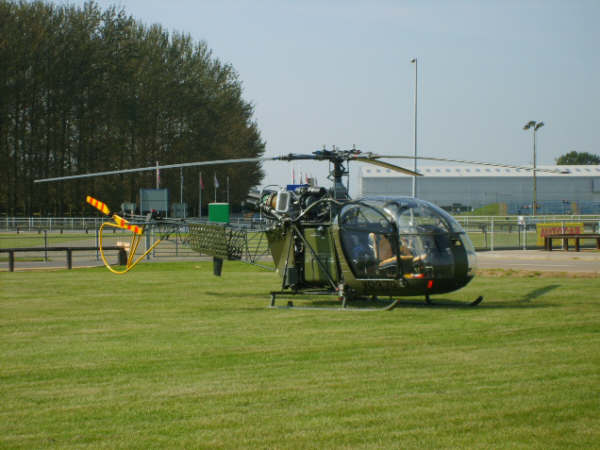
Brit Alouette II.

Angola

 Argentína

 Ausztria - 16 darab

 Belgium

 Belga Kongó

 Benin

 Biafra

 Bissau-Guinea

 Bolívia

 Chile

 Dél-afrikai Köztársaság - 7 darab

 Dél-Korea

 Dél-Vietnám - 2 darab

 Dominikai Köztársaság - 2 darab

 Dzsibuti

 Ecuador

 Egyesült Királyság - 17 darab

 Salvador

 Elefántcsontpart - 2 darab

 Finnország - 2 darab (kivonva)

 Franciaország - 363 darab

 Hollandia - 8 darab

 India - több mint 250 darabot gyártottak licenc alatt

 Indonézia - 3 darab

 Izrael - 4 darab

 Kambodzsa - 8 darab

 Kamerun

 Katanga - 2 darab

 Kongói Demokratikus Köztársaság - 3 darab

 Közép-afrikai Köztársaság

 Laosz - 2 darab

 Libanon - 3 darab

 Marokkó - 14 darab

 Mexikó - 2 darab

 Nepál

 Németország - 267 darab (kivonva)

 Pakisztán

 Peru - 6 darab

 Portugália

 Rhodézia

 Románia - 2 darab

 Svájc - 30 darab

 Svédország - 25 darab

 Szenegál

 Togo

 Törökország

 Tunézia - 8 darab

## Műszaki adatok (Alouette II)

### Geometriai méretek és tömegadatok
- Hossz: 9,66 m
- Rotorátmérő: 10,20 m
- Magasság: 2,75 m
- Forgásterület: 81,71 m²
- Üres tömeg: 895 kg
- Maximális felszálló tömeg: 1600 kg

### Hajtóművek
- Hajtóművek száma: 1 darab
- Típusa: Turboméca Artouste IIC6 gázturbina
- Teljesítmény: 395 kW (530 LE)

### Repülési jellemzők
- Maximális sebesség: 185 km/h
- Utazósebesség: 170 km/h
- Maximális hatótávolság: 565 km
- Szolgálati csúcsmagasság: 2300 m
- Emelkedési sebesség: 4,2 m/s

## Lásd még

### Kapcsolódó fejlesztés
- Aérospatiale Alouette III
- Aérospatiale SA 315B Lama

## Fordítás
- Ez a szócikk részben vagy egészben  az   Aérospatiale Alouette II című angol Wikipédia-szócikk ezen változatának fordításán alapul.  Az eredeti cikk szerkesztőit annak laptörténete sorolja fel. Ez a jelzés csupán a megfogalmazás eredetét és a szerzői jogokat jelzi, nem szolgál a cikkben szereplő információk forrásmegjelöléseként.